# Aberrantidrilus cuspis
Aberrantidrilus cuspis is een ringworm uit de familie van de Naididae. De wetenschappelijke naam van de soort werd voor het eerst geldig gepubliceerd in 1988 door Erséus en Dumnicka als Phallodrilus cuspis.